# 国家教育哲理
国家教育哲理（马来语：Falsafah Pendidikan Kebangsaan），或称国家教育哲学、国民教育哲学，是马来西亚已实施的教育政策。基于国民教育理念，每项教育活动的举办都是为了实现国家教育哲学的主要本质，即在身体、情感、精神、智力和社会方面培养平衡的人。这一理念是由教育专家于 1988 年制定的。

## 国家教育哲理
在马来西亚，教育是一项持续性的事业，它致力于全面及综合地发展个人之潜质。在信奉及遵从上苍的基础上，塑造一个在智力、情感、心理与生理方面都能平衡与和谐的人。其目标在于造就具有丰富的学识、积极的态度、崇高的品德、责任感，并有能力达致个人幸福的大马公民，从而为社会与国家的和谐与繁荣作出贡献。

## 教师教育哲理
高尚、进取、科学的教师，愿意维护国家的抱负，维护国家的文化遗产，确保个人发展，维护团结、民主、进步和纪律的社会。

## 伊斯兰教育哲学
伊斯兰教育是不断努力传授基于《古兰经》和《圣训》的伊斯兰教知识、技能和欣赏，以形成作为上帝的仆人应有的态度、技能、个性和人生观，有责任发展自己、社会、环境与国家，以求今世之善，来世之永福。